# ازاريف (إيغي)
ازاريف هو دُوَّار يقع بجماعة زرقطن، إقليم الحوز، جهة مراكش آسفي في المملكة المغربية. ينتمي الدوّار لمشيخة إيغي التي تضم 22 دوار. يقدر عدد سكانه بـ 285 نسمة حسب الإحصاء الرسمي للسكان والسكنى لسنة 2004.

## روابط خارجية
- البوابة الوطنية للجماعات الترابية
- المندوبية السامية للتخطيط